# 오산 외삼미동 고인돌
오산 외삼미동 고인돌(烏山 外三美洞 고인돌)은 대한민국 경기도 오산시 외삼미동에 있는 고인돌이다. 2006년 1월 23일 경기도의 기념물 제211호로 지정되었다.

## 개요
외삼미동 고인돌은 모두 2기이다. 북쪽의 것이 1호, 남쪽의 것이 2호이다. 고인돌이 위치한 곳은 해발 30~50m되는 기다랗게 뻗어내린 구릉의 남쪽 대지이다. 마을 사람들은 이곳의 고인돌을 '거북바위' 또는 '장수 바위'라고 부른다. 덮개돌의 가운데를 거북등모양으로 손질하여 멀리서 보면 거북이 연상되기 때문이다.
고인돌은 화강암 계통이다. 덮개돌의 크기는 1호가 길이 260cm, 폭 230cm, 두께 70~90cm이고, 2호가 길이 174cm, 폭 140cm, 두께 30cm이다. 덮개돌 상부에는 1호에 10개, 2호에 3개의 구멍인 성혈이 있다.
1호 고인돌은 탁자식, 2호 고인돌은 뚜껑돌식(개석식)이다. 특히 1호 고인돌은 변형된 탁자식 고인돌로 전형적인 탁자식 고인돌과 달리 굄돌을 세우지 않고 옆으로 눕힌 형태로 되어 있다. 이런 변형된 형태는 오산시 외삼미동과 화성시 병점동, 수기리 유적에서만 나타난다. 외삼미동 고인돌은 탁자식과 개석식이 섞여 있어 청동기 시대 문화사적으로 중요한 의미가 있다.
이 고인돌에서 남쪽으로 3.5m 떨어진 곳에 개석식 고인돌로 보이는 넓적한 돌이 놓여 있다.

## 같이 보기
- 고인돌

## 참고 자료
- 오산외삼미동고인돌 - 국가유산청 국가유산포털